# سيزوميسين
Sisomicin سيزوميسين (bactoCeaze أو Ensamycin) هو مضاد حيوي من زمرة أمينوغليكوزيد الأمينية، معزولة عن تخمر غني من نوع جديد من جنس البوغانة Micromonospora . وهو أمينوغليكوزيد أحدث واسع الطيف معظم هيكله من الجنتاميسين.
سيزوميسين هو أمينوغليكوزيد أكثر نشاطا ضد الجراثيم الإيجابية الغرام. ومثل معظم الأمينوغليكوزيد أخرى، سيزوميسين قاتل للجراثيم الحساسة المعزولة. تم العثور على تركيزات الحد الأدنى القاتلة للجراثيم (MBC) معادلة أو قريبة جدا من التركيزات المثبطة بالحد الأدنى (MIC). لا تزال الزائفة الزنجارية مقاومة عليه إما بوساطة أنزيمية أو لا أنزيمية. يتم تثبيط السيزوميسين بواسطة الانزيمات نفسها التي تثبط الجنتاميسين لكنه فعال ضد الكائنات الحية، وليس كلها، التي تقاوم الجنتاميسين بآليات غير أنزيمية.

## الاستخدام
بعض الدراسات تبين أن سيزوميسين كانت فعالة في علاج الالتهابات التي إما قد فشلت في الاستجابة للأدوية الأخرى أو كان من المقرر أن الكائنات الحية الدقيقة مقاومة في المختبر إلى الأمينوغليكوزيدات الأخرى.
ويستخدم سيزوميسين في علاج الالتهابات الجلدية مثل التهاب الأجربة، القوباء، الصداف البثري، الدمال، تقيح الجلد، والعدوى في العين.

## الأشكال الصيدلانية
- يمكن إعطاء حقن العضل أو عن طريق الوريد تحت الاحتياطات العقيمة الصارمة حسب توجيهات الطبيب.
- تطبيق مرهم موضعي بعد تنظيف المنطقة المصابة وفقا لتوجيهات الطبيب.
- ينبغي اتخاذ سيزوميسين بانتظام على النحو الذي يحدده الطبيب لتحقيق الفائدة القصوى.
- لا تخطي أي جرعة. مواصلة اتخاذ حتى عندما تشعر بتحسن.
- يجب إكمال كامل من الدواء للحصول على أقصى فائدة، وإلا فإن عدوى وليس واضحا تماما، ونتيجة في الوقت المناسب في تطور المقاومة.

## الاحتياطات
- الأطفال: يجب استخدام الدواء بحذر سيزوميسين في حديثي الولادة والرضع لأن وظيفتهما الكلوية منخفضة.
- كبار السن: يجب استخدام الدواء بحذر سيزوميسين في كبار السن لأن وظيفتهم الكلوية منخفضة.
- المرأة الحامل: سيزوميسين ينتمي حسب إدارة الاغذية والدواء إلى الفئة دال وهذا يعني أن سيزوميسين يمكن أن يلحق الضرر بالجنين ويسبب تشوهات خلقية إذا استعمل اثناء الحمل. لا تستخدم سيزوميسين من دون موافقة من الطبيب، ولكن هناك ما يبرر استخدامه إذا الفوائد التي تعود على الأم تفوق المخاطر. دائما إبلاغ الطبيب إذا كنت حاملا.
- المرضعات: سيزوميسين يمر في حليب الأم. لا تستخدم سيزوميسين خارج موافقة الطبيب إذا كنت ترضعين طفلك.

## الآثار الجانبية
- الإسهال
- الغثيان والقيء
- احمرار وألم في موقع الحقن
- دوخة